# Българо-черногорска спогодба (1912)
Българо-черногорската спогодба е тайно съглашение между Царство България и Кралство Черна гора, сключено на 15 август 1912 г. и официално одобрено от българското правителство на 15 септември същата година, в навечерието на Балканската война (1912 - 1913). С него се оформя окончателно Балканският съюз.
Италианско-турската война (1911 - 1912) дава основен подтик на черногорското правителство да потърси споразумение с Царство България за общи действия срещу Османската империя. През юни 1912 г. черногорския крал Никола I Петрович прави следните предложения към българското правителство:
1. Черна гора е съгласна да започне първа войната, ако България обещае да се намеси не по-късно от 30 дни. Тя е съгласна, ако България пожелае, да се започнат преговори с Гърция, Сърбия и албанските първенци.
2. Целта на войната ще бъде да се освободят християните, подвластни на Османската империя, като се отнемат всички османски области на Балканския полуостров; да се разширят границите на България и на Черна гора, като се задоволят и справедливите искания на Сърбия и Гърция; да се образува автономна държава Албания, границите на която ще се определят по-късно;
3. Войната ще бъде нападателна. Черна гора ще извади 40 000 войника, които ще ангажират стохилядна османска армия.
4. България да отпусне на Черна гора заем от 2 250 000 лв., необходими за военни разноски.[1]

При тези условия на 15 август българският пълномощен министър в Цетина Недялко Колушев сключва устна спогодба с черногорския крал. Тя е одобрена от българското правителство месец по-късно, когато Османската империя започва да мобилизира войските си на Балканите.
В изпълнение на спогодбата Черна гора свиква бързо своята армия и на 25 септември обявява война на османците, давайки началото на Балканската война. България се включва във войната десет дни по-късно. През следващите четири месеца София изплаща на Черна гора по 750 000 лв. месечно, равни на издръжката на половината черногорска армия.
За България привличането на Черна гора на страната на Балканския съюз има предимно политическо значение. Във военно отношение черногорската армия е твърде малобройна и значително отдалечена от основните оперативни театри. С присъединяването на Черна гора към Балканския съюз се увеличава политическият му кредит, а единодушието на балканските държави привлича симпатиите на общественото мнение в Европа.